# ジャン・アレクサンドル
ジャン＝マルク・アレクサンドル（フランス語: Jean-Marc Alexandre、1986年8月24日 - ）は、ハイチの元サッカー選手。元ハイチ代表。現役時代のポジションはMF。

## クラブ歴
ハイチのヴェレットに生まれ、アメリカ合衆国フロリダ州デルレイビーチで育った。アトランティック高校を卒業後、リン大学に進み、大学でサッカーを続けた。大学在学中には4部のパーム・ビーチ・プーマス、ベンチュラ・カウンティ・フュージョンでもプレーした。
2009年のドラフトでレアル・ソルトレイクに加入。3月28日に行われたシアトル・サウンダーズFC戦で途中出場しプロ初出場。2011年6月に行われたバンクーバー・ホワイトキャップス戦でメジャーリーグサッカーでの初得点初アシストを決め、同週の最優秀選手となった。
2011年12月1日にドラフトでサンノゼ・アースクエイクスに移籍。翌2012年6月7日にオーランド・シティSCに2試合のレンタル移籍。その後7月6日にも再び同クラブにレンタル移籍となった。
2014年にマレーシア・プレミアリーグのヌグリ・スンビランFAに移籍。
2016年にフォートローダーデール・ストライカーズに移籍。
2017年にサウス・フロリダ・サーフに移籍。
2018年に台湾の航源足球隊に移籍。

## 代表歴
2008年6月7日に行われたホンジュラス代表との親善試合でハイチ代表初出場。同年はトリニダード・トバゴ代表との親善試合2試合にも出場した。翌年に行われた2009 CONCACAFゴールドカップのメンバーにも選出された。
代表初得点は2011年9月2日に行われた2014 FIFAワールドカップ・北中米カリブ海1次予選のアメリカ領ヴァージン諸島代表戦でこの試合で2得点を決めた。

## タイトル
オーランド・シティ
- USLプロフェッショナルリーグ: 2013